# Sony Xperia 1 III
Das Sony Xperia 1 III ist das Flaggschiff-Smartphone des japanischen Herstellers Sony. Es wurde am 22. Mai 2021 vorgestellt und ist ab dem 15. Juli 2021 vorbestellbar. Die Besonderheit des Smartphones ist, dass das Teleobjektiv zwischen zwei verschiedenen Brennweiten wechseln kann, somit die Telekamera variabel ist.

## Design
Das Xperia 1 III verfügt über eine matte Glasrückseite, es ist in den Farben Schwarz und Violett erhältlich. Der Rahmen ist aus Aluminium gefertigt und ebenfalls matt. Sowohl Rückseite als auch Vorderseite sind flach, die Ecken des Geräts sind auch nicht abgerundet. Ein weiterer Unterschied zu den meisten aktuellen Smartphones ist das Display, denn die Frontkamera sitzt nicht wie bei diesen in einer Notch oder in einem Punch-Hole, sondern im Displayrahmen was dazu führt, dass sie zu keiner Zeit ins Display ragt.

## Technische Daten
Daten laut GSMArena:

### Software
Das Xperia 1 III wird mit Android 11 ausgeliefert, Sony selbst verändert mit dem eigenen Xperia UI Android nicht viel, sodass die Oberfläche sich sehr an Stock Android orientiert, und nur kleine Anpassungen wie etwa Möglichkeiten zur Einstellung des Displays vorgenommen werden. Sony garantiert zwei Jahre lang Softwareupdates.

### Prozessor und Leistung
Im Sony Xperia 1 III ist der Qualcomm Snapdragon 888-Prozessor verbaut. Dazu kommt ein Arbeitsspeicher von 12 GB RAM.

### Kamera
Im Xperia 1 III kommen drei Kameras zum Einsatz, die sich hinsichtlich der Objektive unterscheiden:
Ultraweitwinkelobjektiv mit 16 Millimeter Brennweite und Lichtstärke F2.2.
Weitwinkelobjektiv mit 28 Millimeter Brennweite und Lichtstärke F1.7.
Teleobjektiv mit Periskop-Technologie. Dieses arbeitet mit zwei verschiedenen Brennweiten, 70 und 105 Millimeter (jeweils als Kleinbild-Äquivalent). Die Lichtstärke beträgt bei 70 mm F2.3, bei 105 mm F2.8.
Jede der Kameras hat nativ eine Auflösung vom 12 MP.

### Display
Auch das Display ist eine Besonderheit. Es besitzt ein Seitenverhältnis von 21:9, in diesem Format erscheinen üblicherweise Kinofilme. Und mit einer Auflösung von 643 PPI ist das OLED-Display eines der schärfsten auf dem Markt.

### Akku
Das Xperia 1 III besitzt einen 4500 mAh großen Akku. Dieser kann mit dem 30-Watt-Netzteil innerhalb von 30 Minuten zur Hälfte wieder aufgeladen werden. Sony gibt auf den Akku drei Jahre Garantie.

### Sonstiges
Das Smartphone verfügt über den neuen Mobilfunkstandard 5G. Darüber hinaus bietet es Wi-Fi 6 und unterstützt Bluetooth 5.2. Kritisiert wurden an dem Smartphone unter anderem eine niedrige Maximalhelligkeit des Displays und eine mittelmäßige Akkulaufzeit.